# Excitebike (seria)

Sigla oficială Excitebike

Excitebike este o franciză media controlată de Nintendo și creată de Shigeru Miyamoto în anul 1984 (și-a sărbătorit cea de-a douăzeci și treia aniversare pe 30 noiembrie 2007). Primul joc din serie a fost portat de multe ori de-a lungul timpului, pe diferite console de la Nintendo, datorită succesului său din perioada NES-ului și a avut chiar și două sequel-uri.

## Jocuri video
Seria de jocuri video Excitebike este una dintre cele mai populare francize de curse de la Nintendo. Un motociclist de la Excitebike a apărut sub formă de trofeu în Super Smash Bros. Melee, de pe Nintendo GameCube.
| Titlu                          | Sistem              | An lansare | Japonia | Statele Unite ale Americii | Uniunea Europeană |
| ------------------------------ | ------------------- | ---------- | ------- | -------------------------- | ----------------- |
| Excitebike                     | NES                 | 1984       | da      | da                         | da                |
| Vs. Excitebike                 | Arcade              | 1987       | da      | nu                         | nu                |
| Vs. Excitebike                 | Famicom Disk System | 1987       | da      | nu                         | nu                |
| BS Mario Excitebike            | Satellaview         | 1997       | da      | nu                         | nu                |
| Excitebike 64                  | Nintendo 64         | 2000       | da      | da                         | da                |
| Classic NES Series: Excitebike | Game Boy Advance    | 2004       | da      | da                         | da                |
| Excite Truck                   | Wii                 | 2006       | da      | da                         | da                |

Excitebike și-a făcut debutul în SUA, în anul 1985, pe consola NES. În 1987 a fost creată o versiune pentru arcade, în cadrul seriei Nintendo Vs. Series, numită Vs. Excitebike. Iar în 2000, a apărut și un sequel pe Nintendo 64, numit Excitebike 64. Jocul original nu a lipsit nici din seria Classic NES, lansată în 2004, pentru Game Boy Advance. În prezent, jocul este disponibil și pentru Wii, folosindu-te de funcția Virtual Console. De asemenea, un sequel spiritual al seriei, intitulat Excite Truck, a fost lansat o dată cu consola Wii. Se spune despre acesta că este un sequel spiritual, deoarece cursele nu mai sunt cu motociclete, ca în jocurile precedente, ci cu camionete.